# Межа
Межа (словен. Meža) је река у Словенији, у словеначком делу Корушке. Межа је притока реке Драве.
Река Мислиња дуга је 43 km. Река извире на Караванкама, близу словеначко - аустријске границе. Првом половинном тока то је брза, планинска река која тече правцем југозапад - североисток.
испод западног дела Похорја, тече правцем југоисток - северозапад кроз долину и градове Мислиња и Словењ Градец. Мислиња се улива у реку Межу, близу Дравограда, а свега пар километара од ушћа Меже у Драву. Другом половином тока она скреће у правац запад - исток. На овом делу тока она гради ширу долину и спорија је. Ту пролази и кроз највеће насеље на свом току, град Равне на Корошкем. Близу ушћа Межа прима своју највећу притоку, речицу Мислињу, да би се километар даље и сама улила у Драву код Дравограда.
Током 80их година 20. века река Межа се прочула као најзагађенија река у Словенији. Данас је стање реке много боље.